# Anton Handlirsch
Anton Peter Josef Handlirsch (Wenen, 20 januari 1865 - aldaar, 28 augustus 1935) was een Oostenrijks entomoloog.
Zijn ouders waren Peter Handlirsch (1831-1873) en Rosina Handlirsch (geboren 1841). Zijn vader werkte als kok. Handlirsch was aanvankelijk een apotheker maar werd later assistent van Friedrich Moritz Brauer op de afdeling entomologie van het Naturhistorisches Museum Wien in Wenen in 1892. In 1922 werd hij directeur van deze afdeling, een functie die hij tot zijn pensionering uitoefende.
Hij specialiseerde zich op het gebied van de Hymenoptera (Vliesvleugeligen) en de Hemiptera (Halfvleugeligen) en zijn werk had voornamelijk betrekking op de evolutie van deze en andere insecten. Zijn belangrijkste werk Die fossilen Insekten und die Phylogenie der rezenten Formen, dat verscheen tussen 1906 en 1908, ging over insecten fossielen en hij was hiermee de grondlegger van de insecten paleontologie. Hij was lid van de Academie van Wetenschappen van Wenen. De Universiteit van Graz gaf hem een eredoctoraat in de wetenschappen.

## Taxa
Hij beschreef een aantal families, soorten en geslachten, zoals:
- Sisyridae (sponsvliegen of sponsgaasvliegen), familie in de orde netvleugeligen (Neuroptera).
- Bittacidae, familie in de orde schorpioenvliegen (Mecoptera).
- †Protorhyphidae, familie van uitgestorven muggen
- Gyrinopsis, geslacht van kevers uit de familie schrijvertjes (Gyrinidae)

Naar hem vernoemd zijn onder andere:
- Tetragona handlirschii (Friese, 1900)
- Probosca handlirschii (Seidlitz, 1899)

Handlirsch's fossiele collectie is voor het grootste deel in beheer van het Naturhistorisches Museum Wien in Wenen, een kleiner gedeelte wordt bewaard in het museum van de Ernst-Moritz-Arndt-Universität in Greifswald.

## Enkele werken
- Monographie der mit Nysson und Bembex verwandten Grabwespen, (1890-1895).
- Monographie der Phymatiden, (1897).
- Die fossilen Insekten und die Phylogenie der rezenten Formen, (Leipzig 1906–1908).
- Geschichte, Literatur, Technik, Paläontologie, Phylogenie und Systematik der Insekten, (1925).
- Allgemeine Einleitung in die Naturgeschichte der Gliederfüßer, (1926).
- Allgemeine Einleitung in die Naturgeschichte der Insecta, (1926).
- Gegen die übermäßige Zersplitterung der systematischen Gruppen, (1929).
- Eine interessante Crustaceenform aus der Trias der Vogesen, online

- Stuttgart Database of Scientific Illustrators 1450–1950: 7436
- Gemeinsame Normdatei: 134062272
- International Standard Name Identifier: 0000 0000 2253 8902
- Nationale Bibliotheek van Tsjechië: mub2012678584
- Nationale Bibliotheek van Polen: a0000003199246
- Nederlandse Thesaurus van Auteursnamen: 26477745X
- Système universitaire de documentation: 148491804
- Virtual International Authority File: 20892287
- WorldCat: E39PBJckV3wxcytkxrddVKJxDq